# 이동욱 (야구인)
이동욱(李東昱, 1974년 7월 14일 ~ )은 전 KBO 리그 롯데 자이언츠의 내야수이자, 전 KBO 리그 NC 다이노스의 감독이다.

## 선수 시절

### 아마추어 시절
부산 대천중학교 때까지만 해도 평범한 선수였다. 동래고등학교에 진학하여 3학년 때 좋은 활약을 펼쳐 동아대학교 체육학과에 입학했다. 동아대학교에서 기량을 끌어올려 애틀랜타 올림픽 야구 국가대표팀에 선발, 참가했다.

### 롯데 자이언츠시절
아마추어 때의 경력을 발판으로 1997년 신인 드래프트에서 2차 2순위 지명을 받았고, 계약금 1억 8,000만원에 입단하였다.
그러나 동아대학교 시절부터 무릎이 좋지 않아 입단 첫 해 양쪽 무릎 수술을 받았다. 그 후 2루수 박정태의 벽에 막혀 빛을 보지 못하다가 2003년 시즌 후 방출됐다.
6년간 143경기에 출전해 2할대 타율, 5홈런, 1도루로 아마추어 경력에 비해 초라했다.

## 야구선수 은퇴 후
보류선수 명단에서 제외된 뒤 곧바로 롯데 자이언츠에서 코치 제의를 받아 이른 나이에 지도자의 길로 들어서 2005년까지 롯데 자이언츠에서 수비코치로 활동했다. 2006년에는 롯데의 프런트로 자리를 옮겨 원정 기록원(전력분석관)으로 활동했으며 마산종합운동장 야구장의 불펜 설치 등을 맡았다.
2007년부터 2011년까지 LG 트윈스의 2군 수비코치를 담당했고, 2011년 10월 9일에 당시 감독이었던 김경문의 부름을 받아 NC 다이노스의 수비코치로 합류했다.
그가 수비코치를 맡은 2013년∼2016년에 팀 수비지표(DER)가 리그 1위를 기록하며 NC 다이노스의 수비력이 크게 개선됐다.

### NC 다이노스감독 시절
2018년 10월 17일에 제 2대 감독으로 선임됐다. 계약 기간 2년, 계약금 2억원, 연봉 2억원에 계약했다. 10월 25일에 공식적으로 취임식을 가졌다.

#### 2019년시즌
73승 2무 69패, 승률 0.514를 기록했다. 정규시즌 5위로 와일드카드 결정전에 진출했으나, LG 트윈스와의 시리즈 전적 1:3으로 패배하면서 준플레이오프 진출에 실패했다.

#### 2020년시즌
2021년 시즌까지 계약금 1억원, 연봉 2억 5,000만원에 계약을 연장했다.
10월 24일 LG 트윈스와의 경기에서 무승부를 기록하면서 81승 5무 53패로 자력으로 창단 9년만에 정규 시즌 우승을 달성했다. 정규 시즌 83승 6무 55패, 승률 0.601을 기록했다.
2020년 한국시리즈에서 두산 베어스를 상대로 시리즈 성적 4승 2패로 승리하며 한국시리즈에서 우승했다.

#### 2021년시즌
3년 21억원(계약금 6억원, 연봉 5억원)에 2024년까지 재계약했다.
7월 5일 박석민, 이명기, 권희동, 박민우의 호텔 술판 사건으로 선수 관리 미흡의 책임을 물어 10경기 출장 정지와 벌금 500만원의 징계를 받았다. 출장정지 기간에는 수석코치인 강인권이 감독을 대행했다. 9월 12일 KIA 타이거즈와의 경기에서 감독 통산 200승을 기록했다. 10월 28일 kt 위즈와의 더블 헤더 1차전에서 패배하며 포스트시즌 진출이 좌절됐다.
시즌 시작 전에는 강력한 우승 후보로 손꼽혔으나 구창모의 부상, 원종현을 비롯한 불펜진의 부진, 방역 수칙 위반으로 주전 선수 4명이 출장 정지 징계를 받는 등의 전력 악화로 인해 7위로 마감했다. 시즌 67승 68패 9무로 7위를 기록했다.

#### 2022년시즌
FA 시장에서 나성범과 결별한 후 외야수 박건우, 손아섭을 FA로 영입하며 전력을 보강했다.
5월 11일 팀의 성적 부진과 잇단 사고에 대한 책임을 물어 경질됐다. 강인권 수석코치가 감독 대행을 맡았다.

## 출신 학교
- 배정초등학교
- 부산 대천중학교
- 동래고등학교
- 동아대학교 체육학과 1993학번

## 통산 기록
| 년도 | 팀    | 타율  | 경기수 | 타수 | 안타 | 2루타 | 3루타 | 홈런 | 타점 | 득점 | 도루 | 도루실패 | 4사구 | 삼진 | 병살타 | 실책 |
| ---- | ----- | ----- | ------ | ---- | ---- | ----- | ----- | ---- | ---- | ---- | ---- | -------- | ----- | ---- | ------ | ---- |
| 1997 | 롯데  | 0.083 | 11     | 12   | 1    | 1     | 0     | 0    | 0    | 0    | 0    | 0        | 1     | 5    | 0      | 0    |
| 1999 | 롯데  | 0.000 | 1      | 2    | 0    | 0     | 0     | 0    | 0    | 0    | 0    | 0        | 0     | 1    | 0      | 1    |
| 2000 | 롯데  | 0.156 | 22     | 32   | 5    | 2     | 0     | 2    | 5    | 2    | 0    | 0        | 1     | 5    | 0      | 0    |
| 2001 | 롯데  | 0.111 | 9      | 9    | 1    | 0     | 0     | 0    | 1    | 0    | 0    | 0        | 2     | 1    | 0      | 0    |
| 2002 | 롯데  | 0.268 | 79     | 168  | 45   | 6     | 1     | 3    | 20   | 14   | 1    | 2        | 16    | 34   | 4      | 1    |
| 2003 | 롯데  | 0.163 | 21     | 49   | 8    | 0     | 0     | 0    | 0    | 1    | 0    | 1        | 8     | 6    | 2      | 1    |
| 통산 | 6시즌 | 0.221 | 143    | 272  | 60   | 9     | 1     | 5    | 26   | 17   | 1    | 3        | 28    | 52   | 6      | 3    |

### 감독
- 연도별

| 연도 | 소속  | 경기수 | 승  | 패  | 무 | 승률  | 기타 |
| 2019 | NC    | 144    | 73  | 69  | 2  | 0.514 | 5위  |
| 2020 | NC    | 144    | 83  | 55  | 6  | 0.601 | 우승 |
| 2021 | NC    | 144    | 67  | 68  | 9  | 0.496 | 7위  |
| 2022 | NC    | 33     | 9   | 24  | 0  | 0.273 | 10위 |
| 통산 | 4시즌 | 465    | 232 | 216 | 17 | 0.518 |      |

## 가족 관계
- 아버지 ( ~ 2014년 6월 30일)
- 어머니: 박정화 ( ~ 2024년 4월 30일)
- 형님: 이동훈